# Hennie Kuiper
Hendrik Kuiper, detto Hennie (Noord Deurningen, 3 febbraio 1949), è un ex ciclista su strada e dirigente sportivo olandese.
Professionista dal 1973 al 1988, ha vinto una Milano-Sanremo, un Giro delle Fiandre ed è stato campione olimpico in linea nel 1972 e campione del mondo nel 1975.

## Carriera

Kuiper vince la Milano-Sanremo 1985

Atleta specializzato nelle corse di un giorno, tra i dilettanti fu campione olimpico a Monaco di Baviera 1972.
Passato professionista nel 1973 con la tedesca Ha-Ro, nei primi due anni di carriera ottenne alcuni buoni piazzamenti nelle classiche e tre vittorie in gare minori. Nel 1975 vinse una tappa alla Vuelta a España e il titolo nazionale in linea; il 28 agosto dello stesso anno si aggiudicò anche il titolo mondiale in linea a Yvoir, grazie a un attacco solitario nel finale: prima di lui solo Ercole Baldini era riuscito a vincere sia l'oro olimpico che quello mondiale su strada. Attivo anche nel ciclocross, fu campione nazionale di specialità nel 1974 e 1975.
Nel 1976, trasferitosi alla forte TI-Raleigh diretta da Peter Post, vinse la classifica generale del Tour de Suisse, una frazione al Tour de France e una alla Vuelta a España. Nel 1977 e nel 1978 conquistò altre due frazioni alla Grande Boucle; proprio nel 1977, come anche nel 1980, riuscì a piazzarsi secondo nella classifica finale del Tour de France, preceduto rispettivamente da Bernard Thévenet e Joop Zoetemelk.
Nella seconda parte di carriera si impose anche in numerose classiche: vinse il Giro delle Fiandre e il Giro di Lombardia nel 1981, la Parigi-Roubaix nel 1983 e nel 1985, a 36 anni, anche la Milano-Sanremo con un attacco negli ultimi chilometri. Fu quello il suo ultimo successo in carriera; dopo altre tre stagioni senza vittorie, diede l'addio alle corse professionistiche a fine 1988.
Rimasto nel mondo del ciclismo, dal 1989 al 1996 fu direttore sportivo per i team Stuttgart/Telekom e Motorola.

## Palmarès

### Strada
- 1971 (dilettanti)

6ª tappa Tour de Yougoslavie
7ª tappa Rheinland-Pfalz-Rundfahrt
Classifica generale Circuit de Saône-et-Loire
- 1972 (dilettanti)

Ronde van Drenthe
7ª tappa Tour du Limousin
Classifica generale Milk Race
Giochi olimpici, Prova in linea
- 1973 (Ha-Ro, una vittoria)

2ª tappa Tour de l'Aude (Bram)
- 1974 (Rokado, due vittorie)

Classifica generale Tour d'Indre-et-Loire
Grand Prix Union-Brauerei
- 1975 (Frisol-GBC, tre vittorie)

18ª tappa Vuelta a España (Miranda de Ebro)
Campionati olandesi, Prova in linea
Campionati del mondo, Prova in linea
- 1976 (TI-Raleigh, quattro vittorie)

3ª tappa Tour de Suisse (Vaduz)
Classifica generale Tour de Suisse
4ª tappa Tour de France (Bornem)
4ª tappa Vuelta a España (Baza)
- 1977 (TI-Raleigh, due vittorie)

17ª tappa Tour de France (Alpe d'Huez)
- 1978 (TI-Raleigh, due vittorie)

Prologo Critérium du Dauphiné Libéré (cronometro)
16ª tappa Tour de France (Alpe d'Huez)
- 1981 (DAF Trucks-Côte d'Or, due vittorie)

Giro delle Fiandre
Giro di Lombardia
- 1982 (DAF Trucks-TeVe Blad, una vittoria)

Grand Prix de Wallonie
- 1983 (Jacky Aernoudt Meubelen-Rossin, una vittoria)

Parigi-Roubaix
- 1985 (Verandalux-Dries, una vittoria)

Milano-Sanremo

#### Altri successi
- 1973

Dorthan (Criterium)
- 1974

Olen (Criterium)
Ekeren (Criterium)
Obbicht (Criterium)
- 1975

Hendrik-Ido-Ambacht (Criterium)
Ossendrecht (Criterium)
Bornem  (Criterium)
- 1976

Kamerik (Criterium)
Prologo Giro dei Paesi Bassi (cronosquadre)
5ª tappa, 1ª semitappa Tour de France (Lovanio, cronosquadre)
- 1977

Alzey (Criterium)
Wanbrechies (Criterium)
Linne (Criterium)
Leiden (Criterium)
Valkenburg (Criterium)
Prologo Giro dei Paesi Bassi (cronosquadre)
- 1978

Venhuizen (Criterium)
4ª tappa Tour de France (Caen, cronosquadre)
Melsele (Criterium)
- 1979

Simpelveld (Criterium)
Stuttgart  (Criterium)
Bavel (Criterium)
Galder (Criterium)
Oostakker (Criterium)
Pogny (Criterium)
Gouden Pijl Emmen (Criterium)
- 1980

Valkenswaard (Criterium)
Langedijk (Criterium)
- 1981

Elsloo (Criterium)
Heerhugowaard (Criterium)
Helden-Panningen (Criterium)
Rijsbergen (Criterium)
Zutphen (Criterium)
Pointe-à-Pitre (Criterium)
- 1982

Aalsmeer (Criterium)
Innsbruck (Criterium)
Venhuizen (Criterium)
Kortenhoef (Criterium)
Putte-Mechelen (Criterium)
Hoevelaken (Criterium)
- 1983

Bavel (Criterium)
Heerhugowaard (Criterium)
Steenwijk (Criterium)
Zele (Criterium)
- 1984

Hannover (Criterium)
Leende (Criterium)
Echt (Criterium)
- 1985

Bavel (Criterium)
Innsbruck (Criterium)
Profronde van Almelo (Criterium)
Thorn  (Criterium)
Voorthuizen (Criterium)
Profronde van Stiphout (Criterium)
- 1986

Alphen aan de Rijn (Criterium)
Simpelveld (Criterium)
Sindelfingen (Criterium)
Sindelfingen-Schleife (Criterium)
Walsrode (Criterium)
Kapelle (Criterium)
- 1987

Beveren-Waas (Criterium)
Siegen-Weidenau (Criterium)
Merelbeke (Criterium)
- 1988

Heilbronn (Criterium)
Kamerik (Criterium)
Sindelfingen-Schleife (Criterium)

### Cross
- 1973-1974

Campionati olandesi
- 1974-1975

Campionati olandesi

## Piazzamenti

### Grandi Giri
- Tour de France

1975: 11º
1976: ritirato (14ª tappa)
1977: 2º
1978: ritirato (17ª tappa)
1979: 4º
1980: 2º
1981: 30º
1982: 9º
1983: non partito (10ª tappa)
1984: 56º
1985: ritirato (15ª tappa)
1988: 95º
- Giro d'Italia

1973: 16º
1974: ritirato (21ª tappa)
1986: 22º
1987: 44º
- Vuelta a España

1975: 5º
1976: 6º
1983: 5º

### Classiche monumento
- Milano-Sanremo

1973: 58º
1974: 26º
1975: 36º
1976: 66º
1977: 104º
1978: 26º
1981: ritirato
1982: 30º
1983: 18º
1984: ritirato
1985: vincitore
1986: 79º
1987: 116º
1988: 50º
- Giro delle Fiandre

1973: 36º
1974: 55º
1976: 44º
1977: 13º
1978: 15º
1979: 7º
1980: 22º
1981: vincitore
1982: 16º
1983: 13º
1984: 31º
1985: 3º
1986: 24º
1988: 48º
- Parigi-Roubaix

1973: 31º
1974: 42º
1975: 29º
1976: 4º
1977: 10º
1978: 6º
1979: 3º
1980: 15º
1981: 6º
1982: 15º
1983: vincitore
1984: 9º
1985: 8º
1987: 11º
- Liegi-Bastogne-Liegi

1974: 12º
1975: 27º
1976: 5º
1978: 6º
1979: 27º
1980: 2º
1981: 12º
1982: 23º
1983: 6º
1984: 29º
1987: 51º
- Giro di Lombardia

1979: 10º
1980: 5º
1981: vincitore
1982: 10º
1983: 4º
1984: 14º
1985: 31º

### Competizioni mondiali
- Campionati del mondo su strada

Barcellona 1973 - In linea: 22º
Yvoir 1975 - In linea: vincitore
Ostuni 1976 - In linea: 21º
San Cristóbal 1977 - In linea: 4º
Valkenburg 1979 - In linea: 19º
Sallanches 1980 - In linea: ritirato
Praga 1981 - In linea: 69º
Goodwood 1982 - In linea: 35º
Altenrhein 1983 - In linea: ritirato
Giavera del Montello 1985 - In linea: ritirato
- Giochi olimpici

Monaco 1972 - In linea: vincitore
Monaco 1972 - Cronosquadre: squalificato

## Riconoscimenti
- Trofeo Gerrit Schulte nel 1975 e 1977
- Sportivo olandese dell'anno nel 1977
- Caccivio d'oro nel 2011